# Polana pod Upłazem

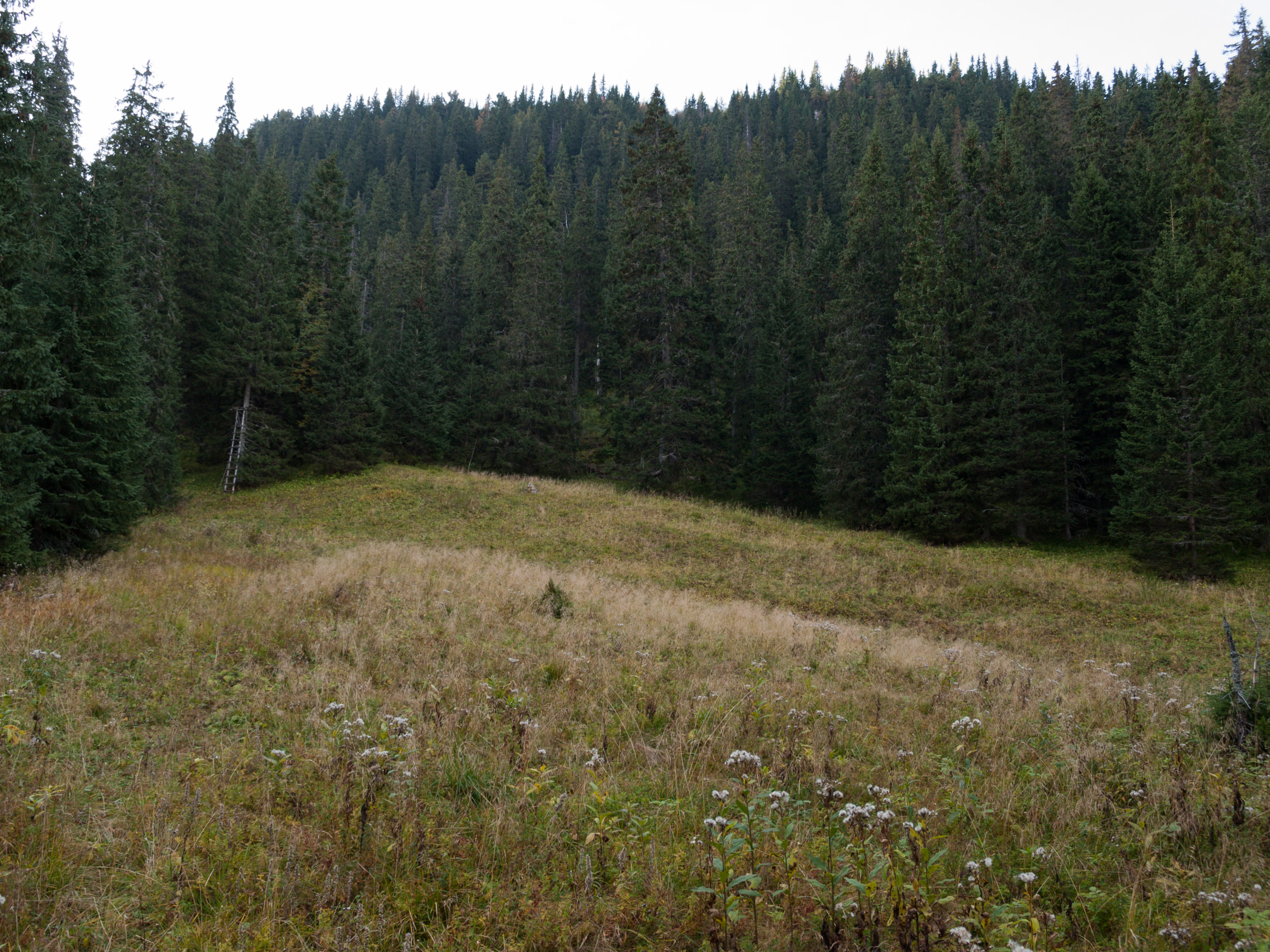
Polana pod Upłazem

Polana pod Upłazem (słow. Poľana pod Úplazom lub Pod Úplazom) – pochyła polana położona na wysokości 1377 m n.p.m. na północno-zachodnim stoku Czarnogórskiej Czuby w dolnej części Doliny Zadnich Koperszadów, przy jej ujściu do Doliny Jaworowej. Polana położona jest poniżej Czarnogórskiego Upłazu, na północ od niego, a na zachód od Kołowego Burdelu, umiejscowionego u ujścia Doliny Kołowej do Doliny Zadnich Koperszadów. Jest to w przybliżeniu miejsce, w którym grzbiet opadający z Czarnogórskiej Czuby rozwidla się na dwa kierujące się do wylotów Doliny Kołowej i Doliny Zadnich Koperszadów.
Dawniej na Polanie pod Upłazem stały szałasy spiskich górali ze wsi: Czarna Góra, Jurgów i Rzepiska.